# Anneli Saaristo

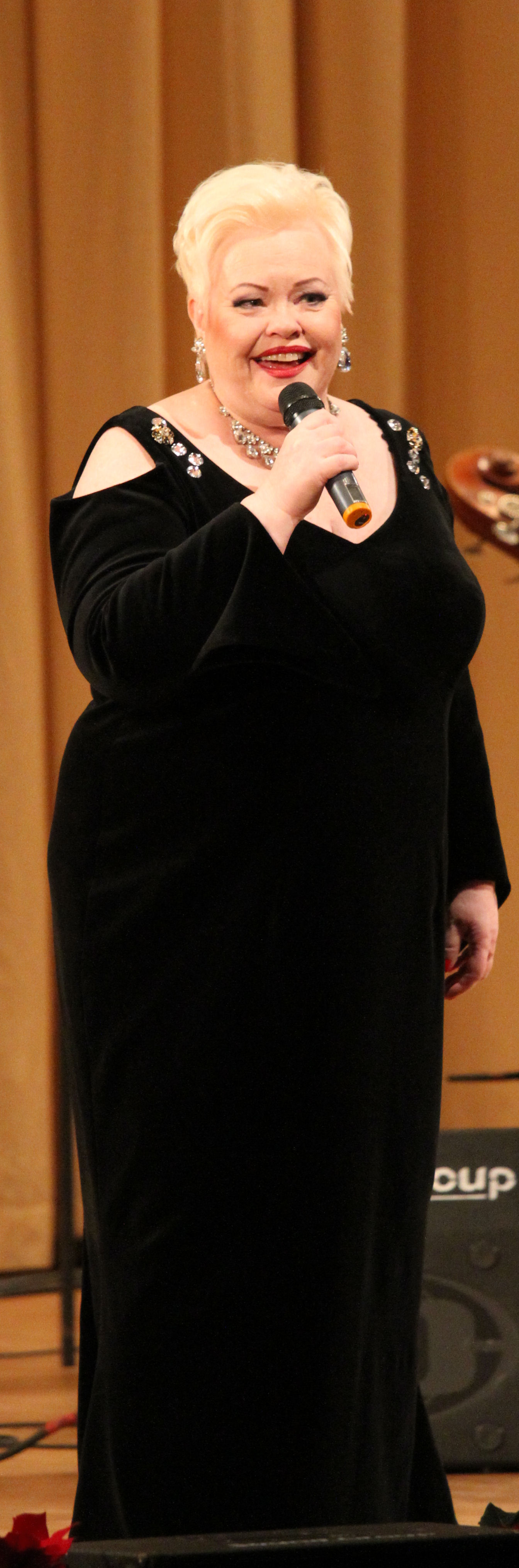
Anneli Saaristo

Terttu Anneli Orvokki Saaristo, född 15 februari 1949 i Jockis, är en finsk sångerska och skådespelerska.
Saaristo utexaminerades från Åbo Akademi 1978. Hon debuterade samma år i den finska uttagningen till Eurovision Song Contest, Euroviisut, med låten Sinun kanssasi, sinua ilman, som slutade på en fjärdeplats. Två år senare släppte hon sitt debutalbum Aina aika rakkauden. Hon återkom till Euroviisut 1984 med låten Sä liian paljon vaadit, som slutade på en tredjeplats. Hon deltog återigen i tävlingen 1989 med låtarna La Dolce Vita och Oi äiti maa och vann med den förra. Hon representerade därmed Finland i Eurovision Song Contest, som hölls i Lausanne, och slutade på en sjundeplats (av 22 bidrag). Det var en av Finlands dittills bästa placeringar. Hon har även deltagit i andra internationella sångtävlingar, såsom Menschen und Meer i Rostock 1985 som hon vann.

## Diskografi
- Aina aika rakkauden (1980)
- Elän hetkessä (1984)
- Näin jäätiin henkiin (1985)
- Tuuli, laivat ja laulu (1987)
- La dolce vita (1989)
- Appelsiinipuita aavikkoon (1992)
- Kypsän naisen blues (1995)
- Helminauha (1999)
- Kaksi sielua (2004)
- Uskalla rakastaa (2009)
- Kissan mieli (2012)